# Obra órfã
Uma obra órfã é uma propriedade intelectual não-pública (protegido por direitos autorais), em situação de abandono por uma das seguintes condições:
- os autores, proprietários ou beneficiários são difíceis (ou impossíveis) de identificar;
- a obra possui usuários e interessados, mas os autores, proprietários ou beneficiários abandonam (ou encontram-se inconscientes) a sua exploração.

O conceito é importante porque a exploração não-autorizada pode levar à acusação violação dos direitos dos beneficiários: na incapacidade de acesso aos beneficiários, não é possível obter permissão para usar uma obra — excepto no acesso a cópias em bibliotecas no que diz respeito às obras impressas.
As obras órfãs é um tema bastante sensível no contexto dos museus, arquivos e bibliotecas, especialmente, no que se refere aos projetos de digitalização e acesso aos bens culturais na Internet. Com o desenvolvimento acelerado promovido pelas tecnologias digitais, muitas instituições de salvaguarda vem incorporando seus respectivos acervos no digital com o propósito de atender as necessidades informacionais da sociedade do século XXI. Embora, a Internet forneça a amplitude da disseminação e acesso em massa dos bens culturais, a categoria "obra órfã" apresenta limitações jurídicas que comprometem o acesso dos públicos/usuários.
A Lei 9.610 de 19 de fevereiro de 1998, que altera, atualiza e consolida sobre os direitos autorais e dá outras providências no Brasil, não evidência e diferencia de forma clara o regramento para a procedência das obras órfãs de autores desconhecidos de autores cuja sua vontade não deseja ser identificado, provocando assim uma insegurança jurídica nos profissionais de museus, arquivos e bibliotecas em relação ao processo de autorização dessa tipologia de acervo.
No Brasil, presume-se que as obras órfãs podem representar uma parte significativa das instituições culturais em comparação as evidências quantitativas de outros países no mundo. Em 2009, foi identificado que 40% das obras da Biblioteca Britânica eram órfãs, representando um total de 25 milhões de itens, como fotografias, livros e fonogramas. Já a Biblioteca Nacional da Alemanha apresenta 585.000 livros, 138.000 fonogramas e 50.000 filmes e o Museu Histórico Nacional de Londres representou cerca de 25% de 500 mil dos objetos e 20% de um milhão de livros.

## Caracterização
Caracterização jurídica da situação de abandono.

### Beneficiário indefinido
Em alguns casos, uma diligência ou investigação abrangente não consegue determinar eventuais autores, criadores ou autores de uma obra. Em outros, os nomes dos detentores de direitos estão em falta são conhecidos, mas estão em falta nos demais detalhes do registro, sendo impossível entrar em contato com eles.

### Abandono da exploração
O caso típico ocorre quando obras mais antigas não são mais sujeitas a exploração comercial.
A obra também pode se tornar órfão quando os detentores de direitos são inconscientes de sua exploração, tipicamente por sua morte (por exemplo, pessoas falecidas ou empresas extintas), com eventuais herdeiros estabelecendo  que a continuidade da exploração é impraticável.